# Dingboche

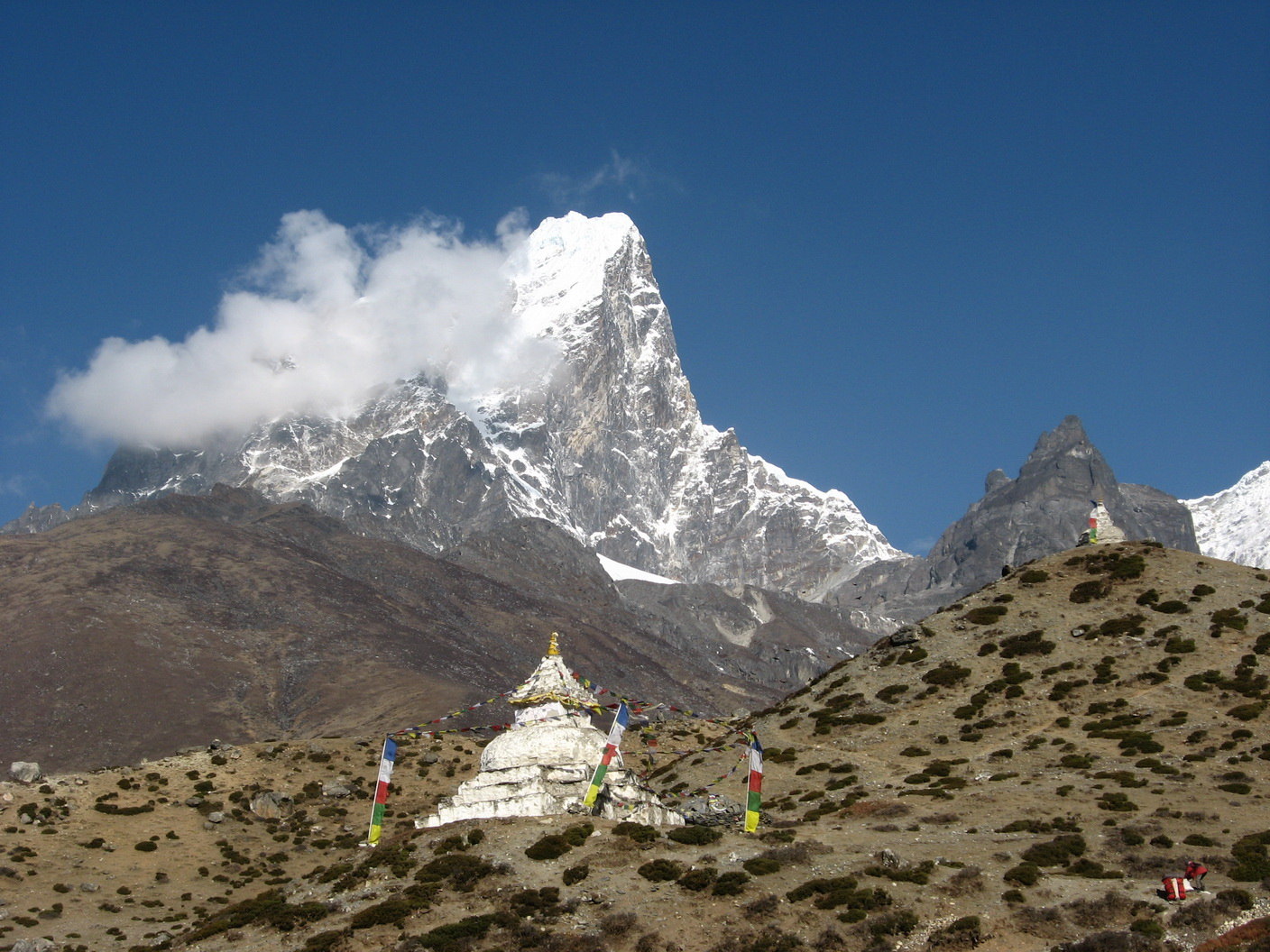
Stupa perto de Dingboche com o monte Tabuche ao fundo

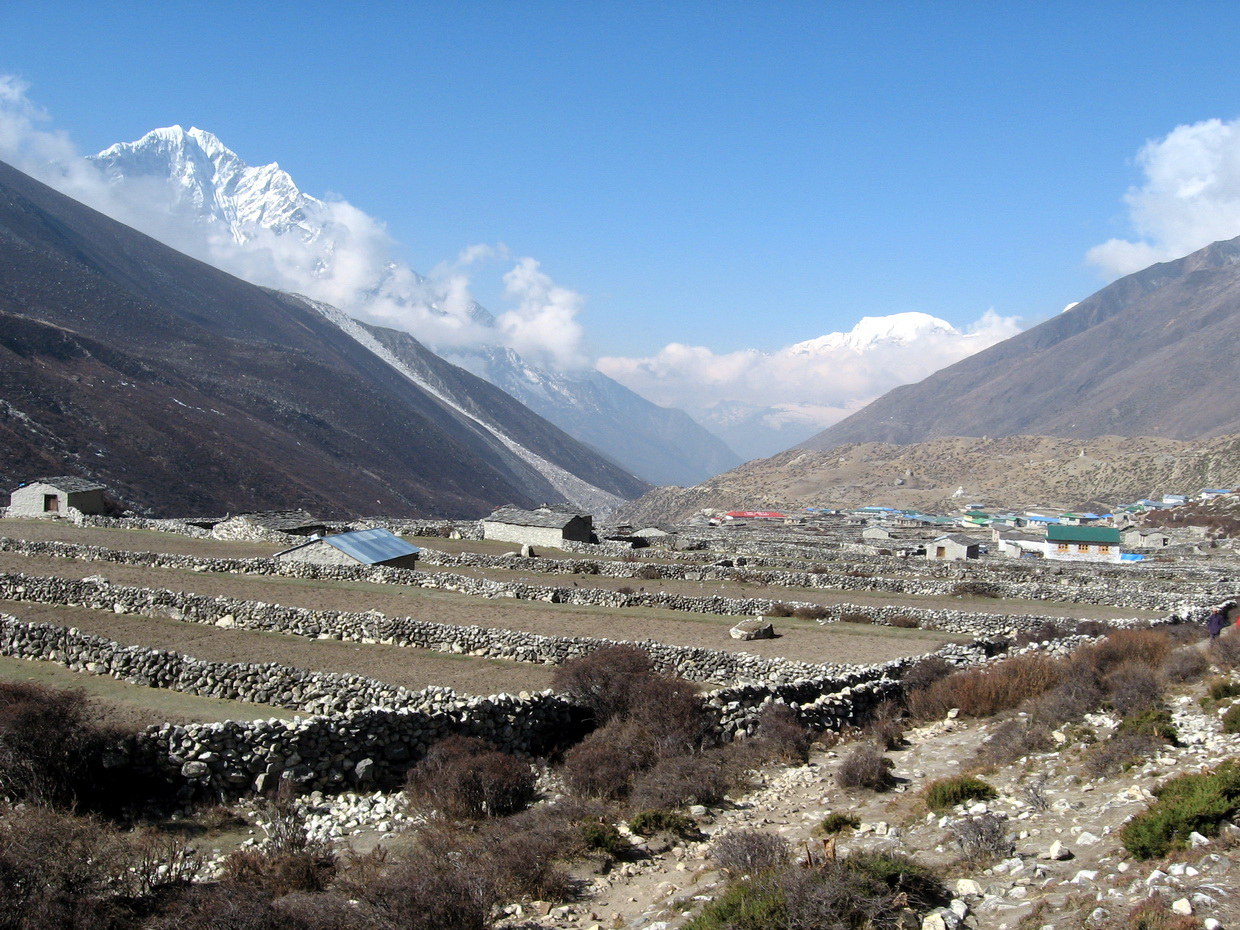
Vale do Rio Imja pouco acima de Dingboche

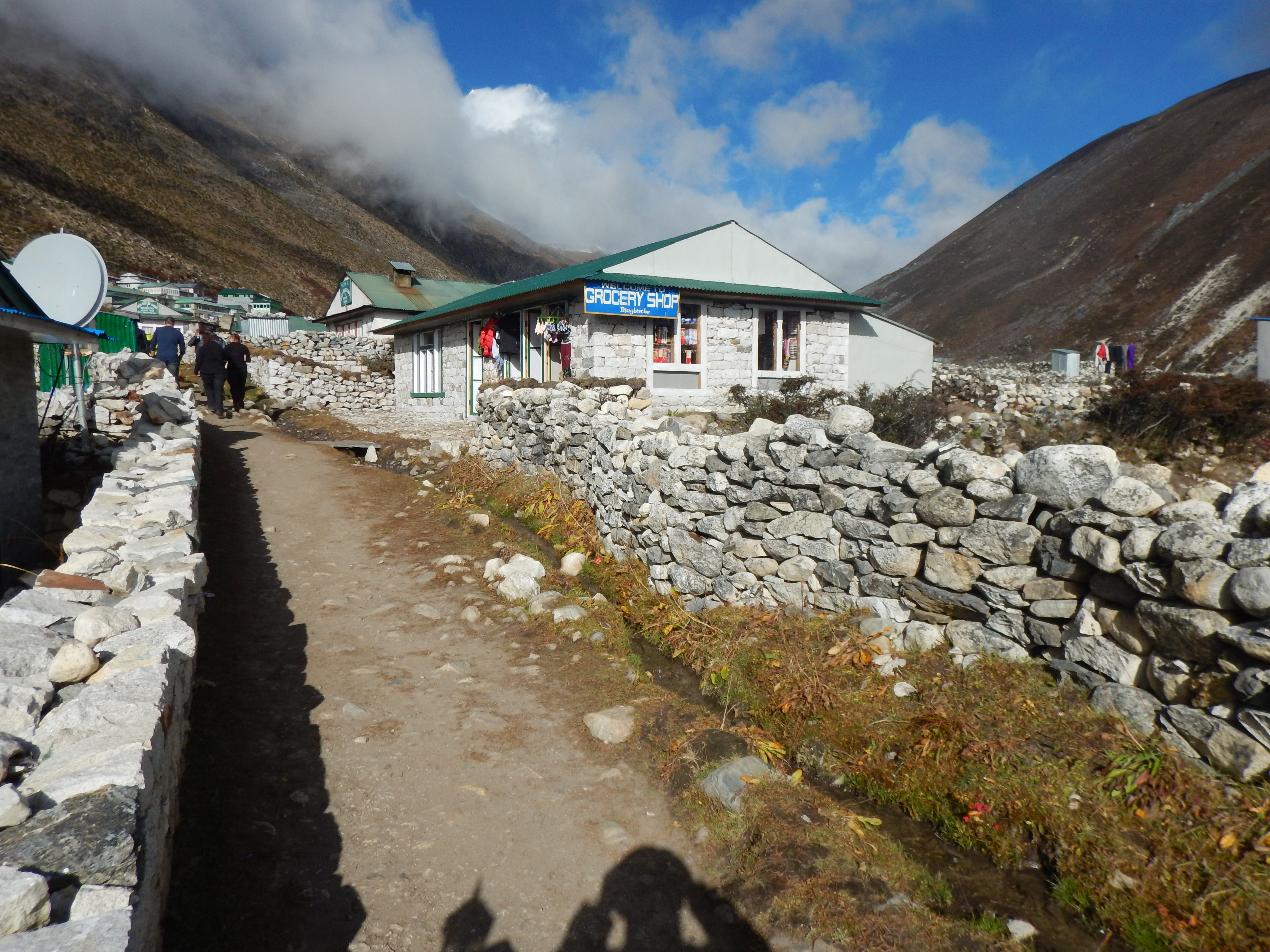
Dingboche

Dingboche é um vilarejo no vale do rio Imja, dentro do Parque Nacional de Sagarmatha, no noroeste do Nepal. Está situado a uma altitude de cerca de 4530 metros (14 800 pés), e sua população foi estimada em aproximadamente 200 pessoas em 2011.

## Geografia
Dingboche é uma parada popular para os trekkers e montanhistas que sobem as trilhas em direção das montanhas da cordilheira do Himalaia, como o Everest, o Ama Dablam ou o Tse Imja ((en)"Island Peak").
O rio Imja flui diretamente a leste do vilarejo antes de juntar-se ao rio Khumbu e em seguida ao rio Duth Kosi.

## Transporte
Não existem estradas que deem acesso ao vilarejo, somente trilhas, e com a exceção de alguns produtos agrícolas produzidos ao redor do vilarejo, búfalos e mulas trazem a maior parte do que é consumido localmente.
Para quem vem de Namche Bazaar ou de Tengboche, Dingboche uma melhor alternativa que o vilarejo de Periche,  por ser mais ensolado e menos afetado dos ventos gelados que descem pelo vale do Khumbu. Os dois vilarejos estão afastados 30 minutos um do outro.

## Turísmo
O vilarejo depende principalmente do turismo, com diversas pousadas e áreas para o acampar, perfazendo elas a maior parte de Dingboche. As pessoas normalmente costumam passar duas noites para mais bem se aclimatizar-se ao efeito da altitude.  antes de reiniciarem a caminhada para localidades mais altas nas montanhas.
Dingboche possui um heliporto que é utilizado principalmente em situações de emergência, e também um dos salões de bilhar mais altos do mundo. É o último vilarejo onde ainda é possível acessar o Internet com cartões pré-pagos.

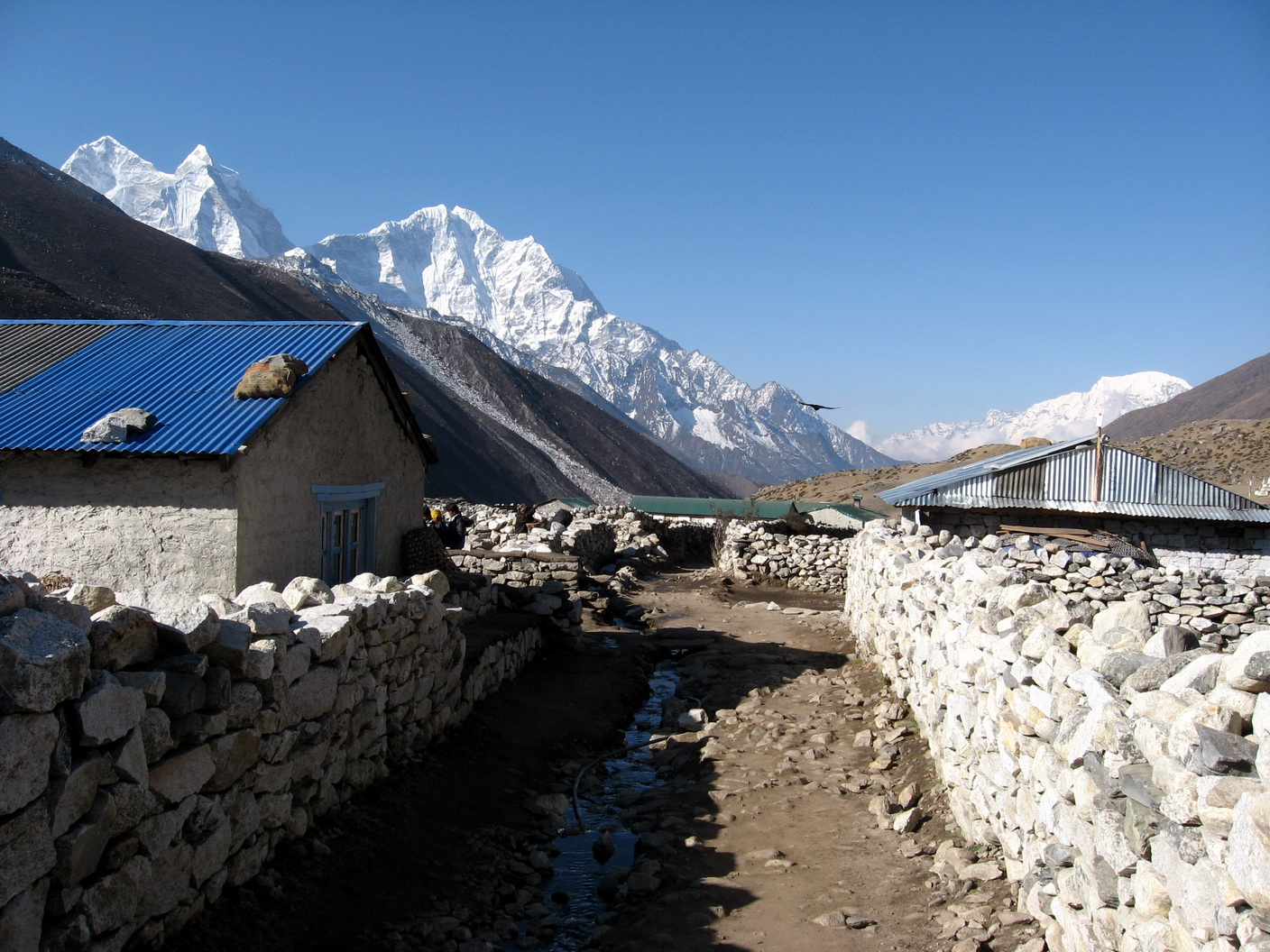
Muros de pedras dentro de Dingboche

Uma das caraterísticas de Dingboche são os quilômetros de muros de pedra, construídos utilizando as pedras de diferentes tamanhos que cobrem todo o vale do Imja. Estas pedras são removidas para poder arar o solo, sendo empilhadas uma sobre a outra criando assim quilômetros de muros.

## Clima
Dingboche tem verões frescos e chuvosos e invernos frios e secos, sendo afetada principalmente pela sua altitude e pela monção no verão.
Para quem vai fazer ‘’trekkings’’ a época ideal é a primavera (março e abril) e o outono (outubro e novembro), épocas em que a visibilidade das montanhas é ideal e a temperatura não muito fria.
Durante o inverno é possível fazer trekking mas a grande maioria das acomodações encontram-se fechadas e o frio e muito intenso.